# 2775 Odishaw
A 2775 Odishaw (ideiglenes jelöléssel 1953 TX2) a Naprendszer kisbolygóövében található aszteroida. Indianai Egyetem fedezte fel 1953. október 14-én.